# Karczmiska (gromada)
Karczmiska – dawna gromada, czyli najmniejsza jednostka podziału terytorialnego Polskiej Rzeczypospolitej Ludowej w latach 1954–1972.
Gromady, z gromadzkimi radami narodowymi (GRN) jako organami władzy najniższego stopnia na wsi, funkcjonowały od reformy reorganizującej administrację wiejską przeprowadzonej jesienią 1954 do momentu ich zniesienia z dniem 1 stycznia 1973, tym samym wypierając organizację gminną w latach 1954–1972.
Gromadę Karczmiska z siedzibą GRN w Karczmiskach (faktyczne w Karczmiskach Pierwszych) utworzono – jako jedną z 8759 gromad na obszarze Polski – w powiecie puławskim w woj. lubelskim na mocy uchwały nr 14 WRN w Lublinie z dnia 5 października 1954. W skład jednostki weszły obszary dotychczasowych gromad Karczmiska I, Karczmiska II i Chodlik ze zniesionej gminy Karczmiska w tymże powiecie. 
13 listopada 1954 gromada weszła w skład nowo utworzonego powiatu opolsko-lubelskiego w tymże województwie, gdzie ustalono dla niej 27 członków gromadzkiej rady narodowej.
1 stycznia 1960 do gromady Karczmiska włączono obszar zniesionej gromady Słotwiny w tymże powiecie.
1 stycznia 1962 do gromady Karczmiska włączono kolonię i stację kolejową Wymysłów ze zniesionej gromady Kowala oraz wsie Rogów, Uściąż i Zagajdzie ze zniesionej gromady Rogów w tymże powiecie.
1 stycznia 1963 z gromady Karczmiska wyłączono wieś Rogów, włączając ją do gromady Wilków w tymże powiecie.
1 stycznia 1969 do gromady Karczmiska włączono obszar ze zniesionej gromady Głusko w tymże powiecie.
Gromada przetrwała do końca 1972 roku, czyli do kolejnej reformy gminnej. 1 stycznia 1973 – tym razem w powiecie opolsko-lubelskim – reaktywowano gminę Karczmiska (od 1999 gmina znajduje się w powiecie opolskim w woj. lubelskim).